# Нор Варага
Нор Варага́ (арм. Նոր Վարագա, что означает «Новая Варага») — монастырь близ села Варагаван Тавушской области Армении.

## История
Средневековый монастырский комплекс Новая Варага находится на лесистом склоне горы, на расстоянии 2 км к юго-западу от ближайшего села Варагаван. Основателем монастыря стал князь Нор Берда — Давид из рода Кюрикян. В первую очередь он построил в 1193—1198 годах старейшую церковь комплекса Анапат и родовой мавзолей. В 1224—1237 годах сын князя Давида Васак II построил церковь в честь Святой Богородицы. Согласно надписи на стене монастыря, он имел водопровод, построенный Шараном в 1253 году.

## Архитектурный ансамбль

### Церковь Анапат (1199—1198)
Церковь Анапат (арм. Անապատ եկեղեցի) основана в 1198 году Давидом сыном Васака, внуком царя Кюрке. Храм построен из жёлтого гладкотёсаного камня, имеет редкий для армянских храмов трёхапсидный тип (другими известнейшими храмами подобного типа являются церкви XIII века монастыря Санаин — Сурб Арутюн и Сурб Сион). Особого внимания заслуживает парадный вход церкви, состоящий из разукрашенной двери с двумя высеченными хачкарами по бокам. С севера к церкви примыкает сводчатый мавзолей, с юга — маленькая однонефная часовня, с запада — притвор, южная стена и крыша которого не сохранились до наших дней.

### Церковь Святой Богородицы (1224—1237)
Церковь Святой Богородицы (арм. Սուրբ Աստվածածին եկեղեցի), согласно строительной надписи была построена в 1224—1237 , Васаком сыном основателя монастыря Давида из рода Багратидов. Внешне церковь имеет прямоугольную форму, а изнутри она крестообразна с четырьмя двухэтажными приделами по углам. Имеет вход с запада и с юга. Западный вход украшен напоминающими мозаику, тёмно-фиолетовыми и светло-синими камнями, на которых высечены, не повторяющиеся между собой, растительные и зооморфичный орнаменты. Также с запада к церкви примыкает прямоугольный притвор, который был построен настоятелем монастыря Ованнесом Таеци в 1237—1261 годах. Купол церкви Сурб Аствацацин возвышается на цилиндрическом барабане. Алтарная апсида освещается двумя окнами.

### Кладбище

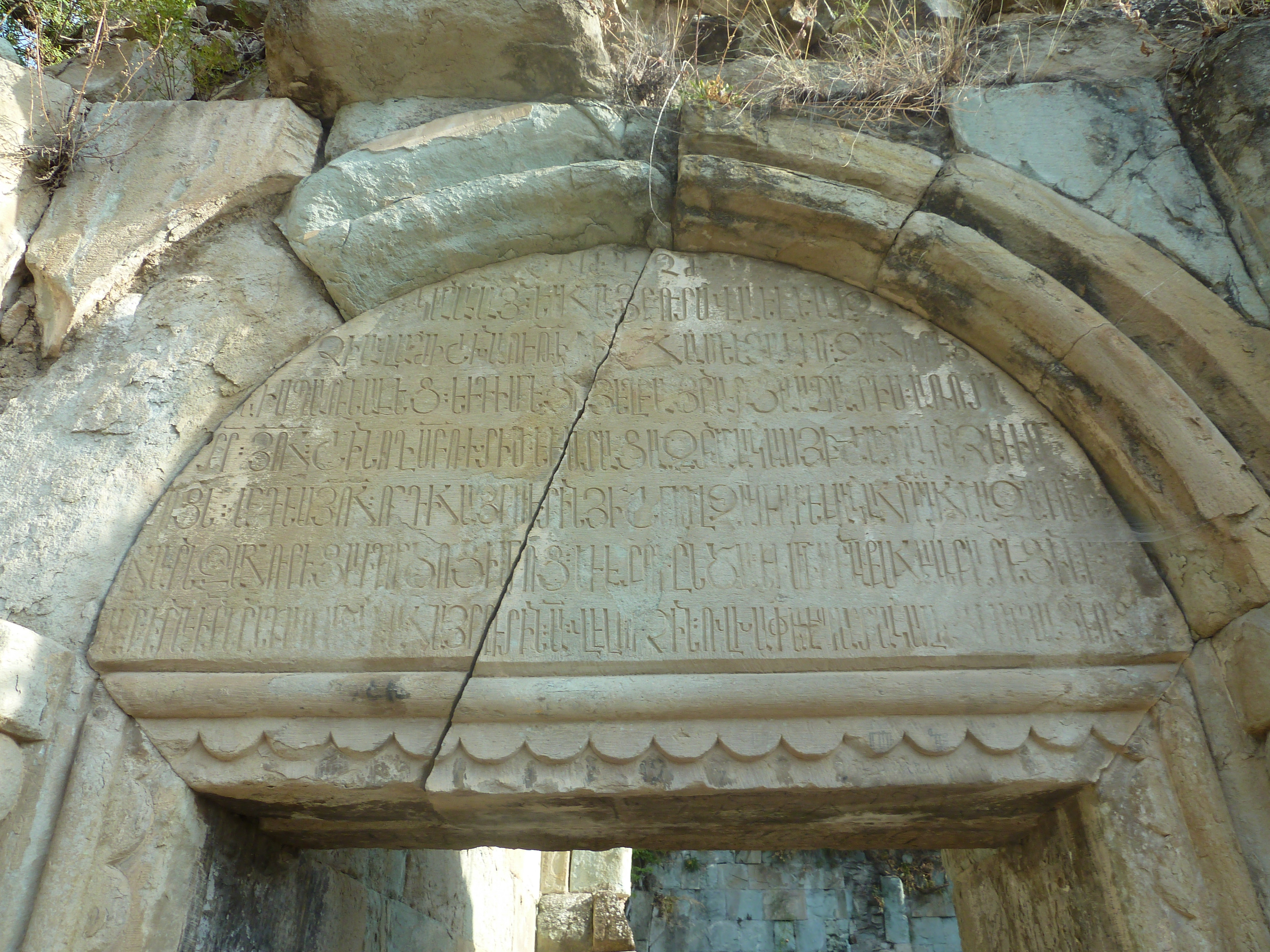
Надпись на древнеармянском на одном из входов в церковь

В 200 метрах к северу от монастыря находится кладбище и небольшая часовня.

## Название
Изначально обитель носила название Анапат по первой церкви, построенной на этом месте в 1193—1198 годах. В 1237 году настоятель монастыря Варагаванк, находящегося в исторической провинции Васпуракан, Гукас, гонимый войском Джелал-ад-дина, взяв прославленное «Святое Знамя», переселился в этот монастырь, который к этому времени был культурным центром Нор-Бердского княжества Кюрикидов. После своего пришествия Гукас через несколько лет переименовал монастырь Анапат в Нор Варагаванк, чтобы буквально означает «монастырь Новая Варага», в честь старой Вараги, оставшейся в Васпуракане.

## Галерея

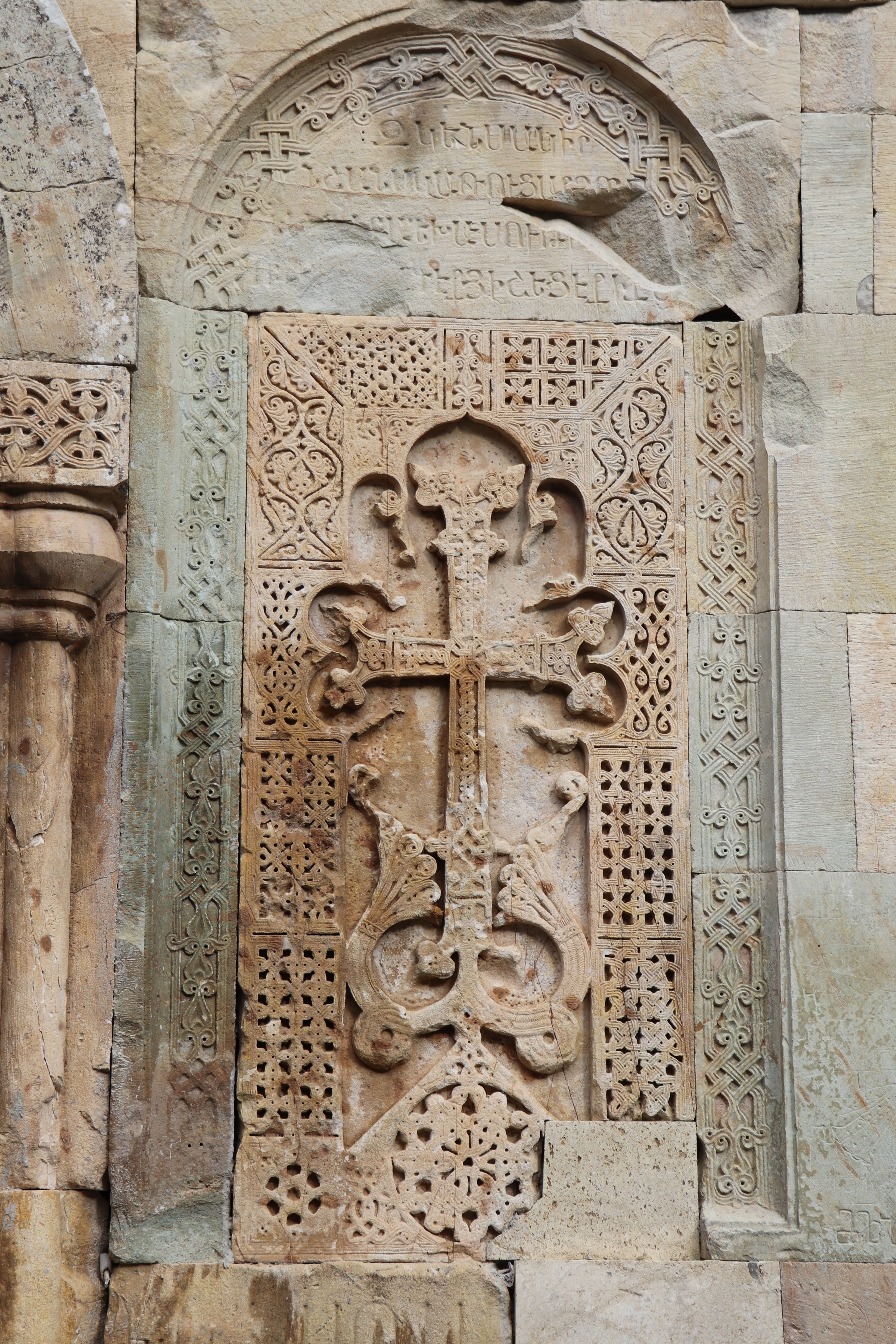
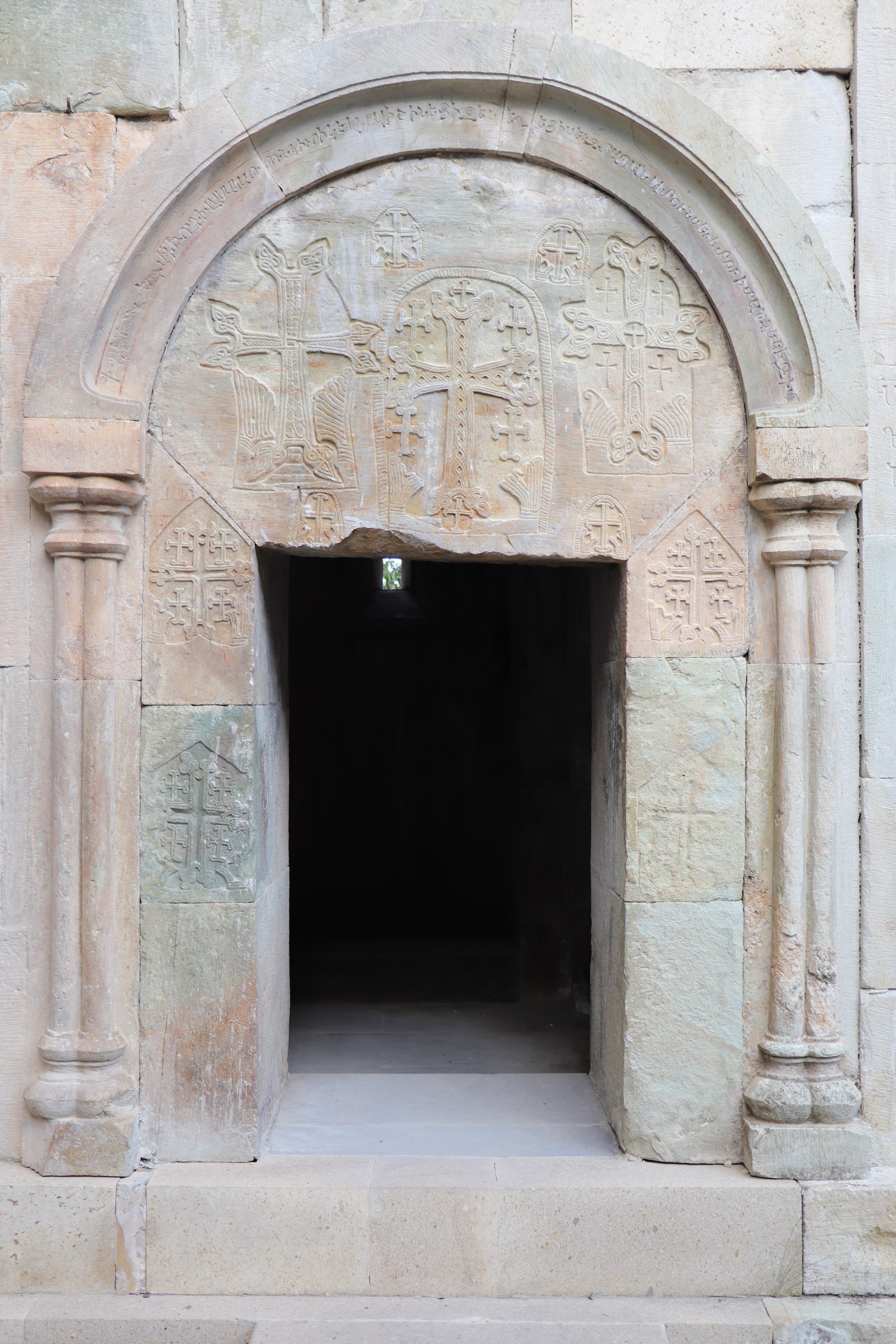
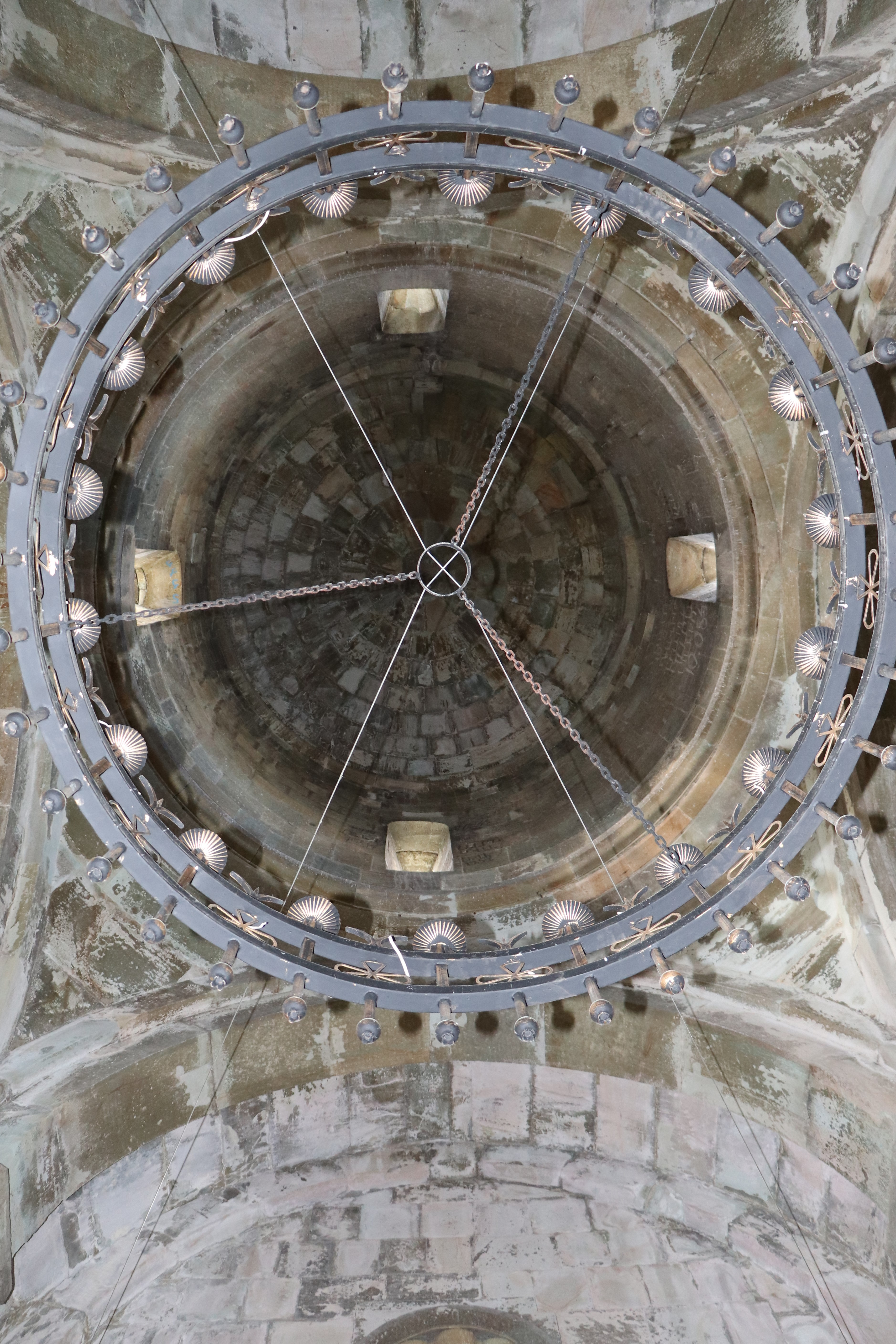
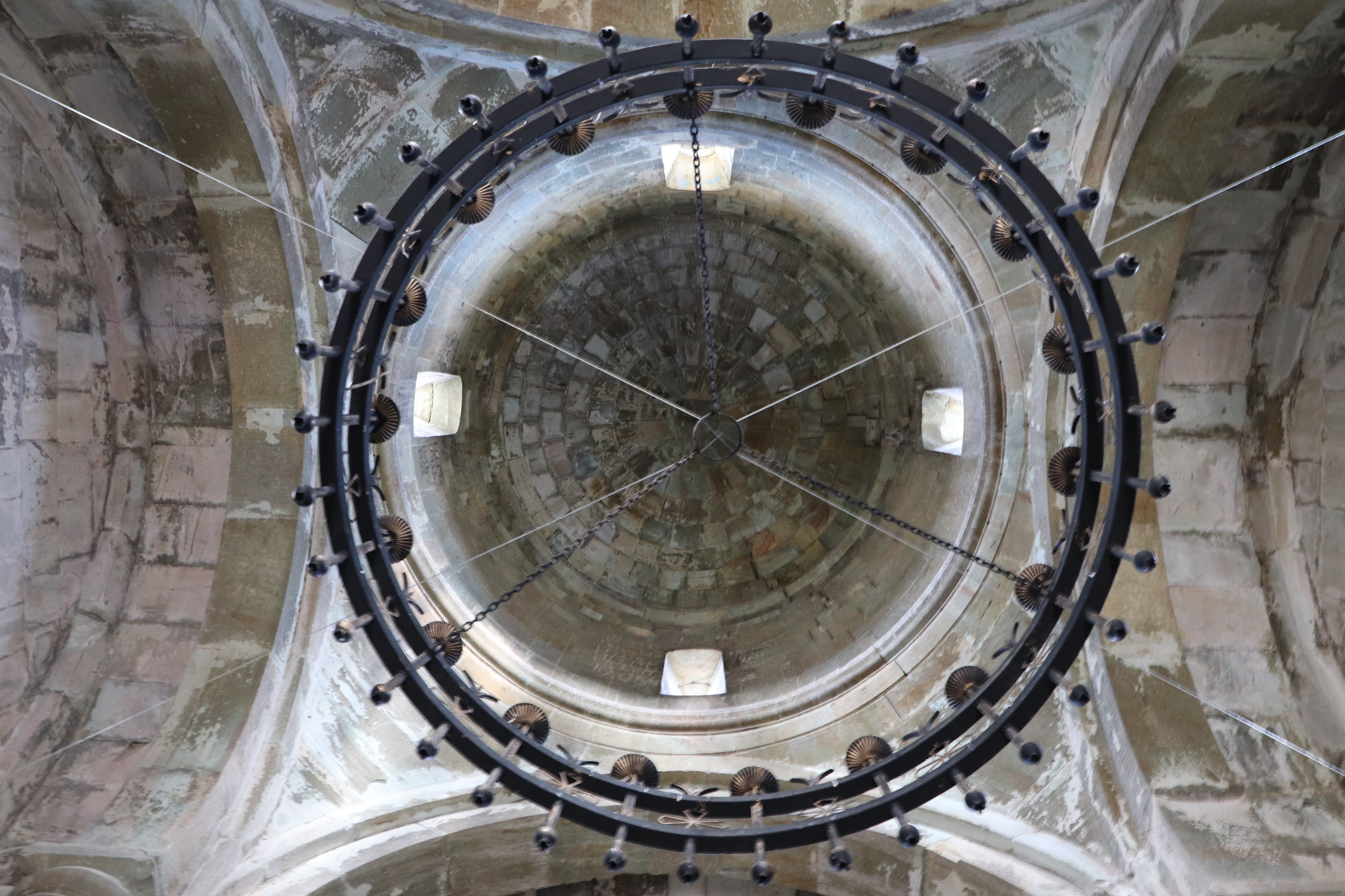
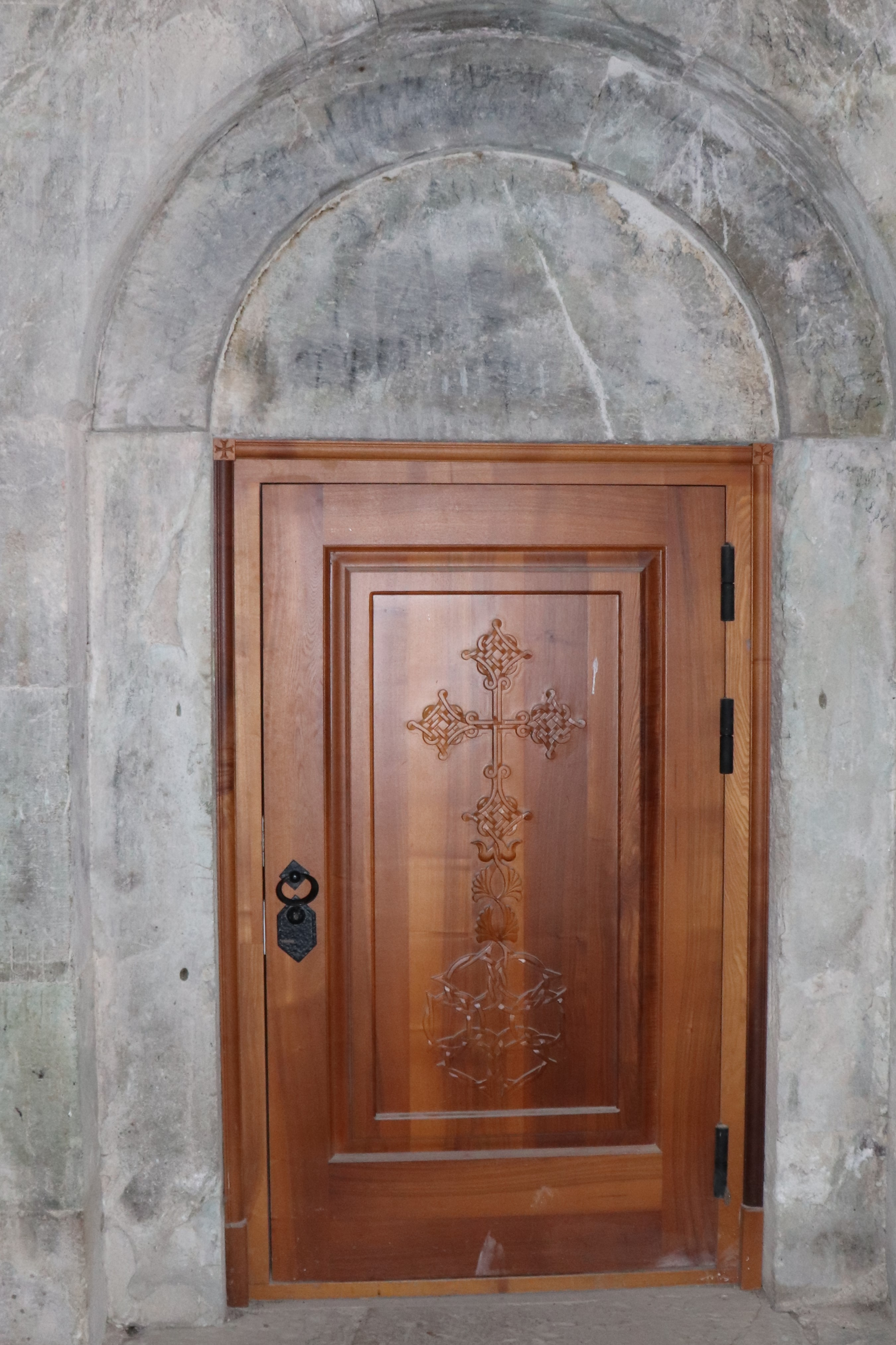
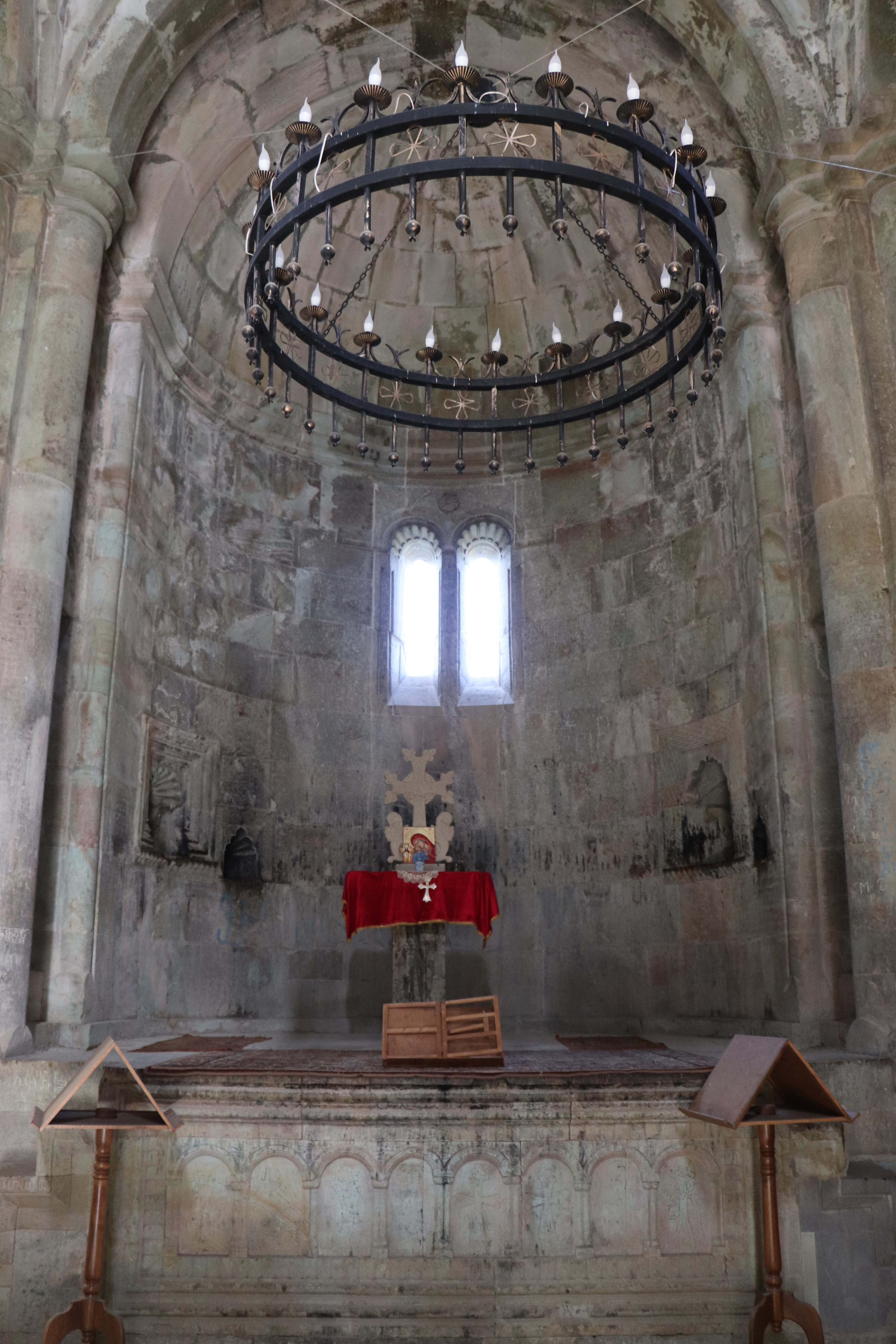
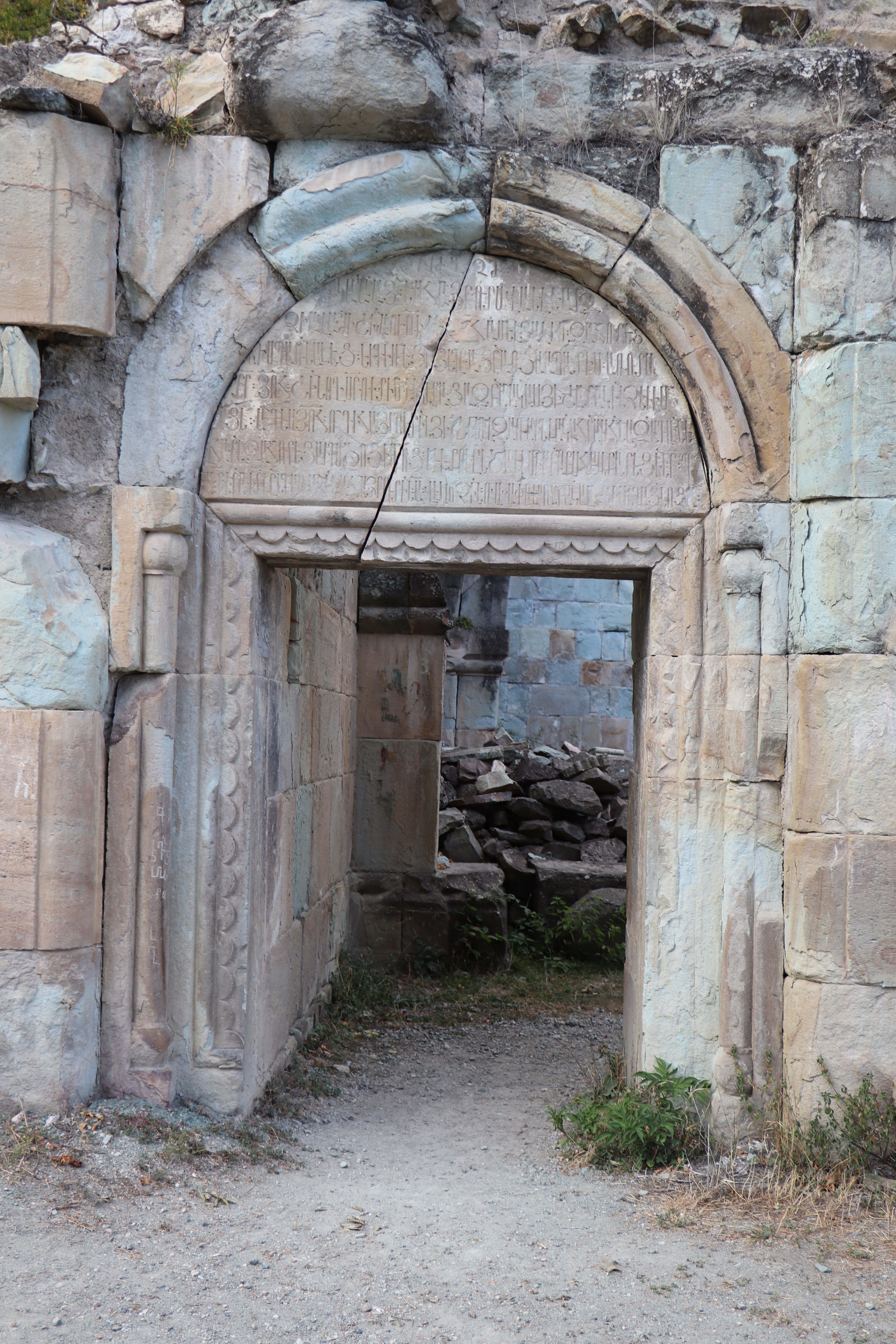
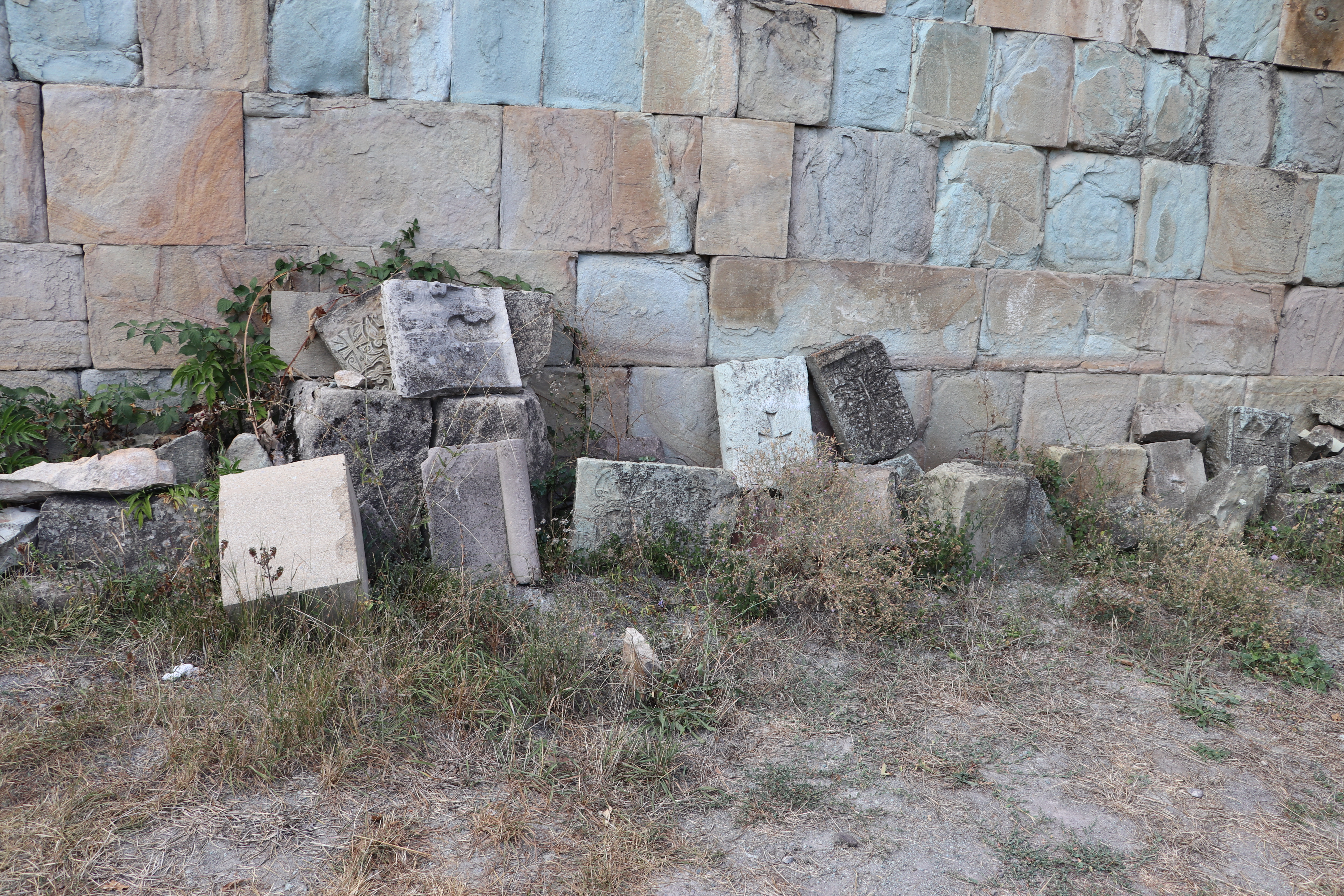